# جمالكة (أمان أباد)
جمالکة (بالفارسية: جمالکه) هي قرية تقع في إيران في قسم أمان أباد الريفي. يقدر عدد سكانها بـ 13 نسمة بحسب إحصاء 2016.